# Minaya
Minaya és un municipi de la província d'Albacete, que es troba a 53 km de la capital de la província. El 2006 tenia 1.773 habitants, segons dades de l'INE.